# Hans Lehr (Architekt)
Hans Lehr (* 19. Jahrhundert; † nach 1943) war ein deutscher Architekt.
Lehr war ab spätestens 1912 in Nürnberg tätig und wurde als Mitglied in den Bund Deutscher Architekten (BDA) berufen. Gemeinsam mit Karl Leubert betrieb er das Architekturbüro Lehr und Leubert, aus dem die Planung der Siedlung Loher Moos und die meisten Pläne des historischen Bereichs der Gartenstadt in Nürnberg hervorgingen.

## Bauten und Entwürfe (Auswahl)
- bis 1914: spätere Bauabschnitte der Eisenbahnersiedlung Rangierbahnhof in Nürnberg[5][6]
- 1922–1923: Mehrfamilienwohnhaus Rankestraße 69 / Sigenastraße 3 in Nürnberg[7]
- ab 1923: verschiedene Bauten der Eckartwerke in Velden-Güntersthal (Fabrikgebäude an der Pegnitz, Sheddachbau und Turm; unter Denkmalschutz)[8]
- 1925–1929: Verwaltungs- und Lagergebäude des Versandhauses Josef Witt in Weiden in der Oberpfalz, Schillerstraße 7–9 (sogenannter „Altbau“; spätexpressionistisch; unter Denkmalschutz)[9]
- 1930–1931: Verwaltungs- und Lagergebäude des Versandhauses Josef Witt in Weiden in der Oberpfalz, Schillerstraße 12 (im Stil der Neuen Sachlichkeit; unter Denkmalschutz)[10]
- 1937: Umbau des Gesellschaftshauses in der Gartenstadt Nürnberg[1]

Ende der 1920er Jahre nahmen Lehr und Leubert am Wettbewerb zur Neugestaltung des Platzes der Republik in Berlin sowie der Reichsbauten wie der Reichskanzlei teil. Das Preisgericht urteilte zu ihrem Entwurf unter anderem: 

„Städtebaulich geht der Verfasser von dem Gedanken aus, die jetzt bestehende Ost-West-Achse des Platzes der Republik in eine Nord-Süd-Achse umzugestalten. Er erreicht dies dadurch, dass er in die jetzt bestehende Platzgestaltung einen neuen Platz einfügt, der nach der Seite des Tiergartens in der Achse der Siegesallee sich öffnet, und dessen Wände von zweigeschossigen gleichartig durchzubildenden öffentlichen Gebäuden gebildet werden. …“